# Hadrodactylus
Hadrodactylus är ett släkte av steklar som beskrevs av Förster 1869. Hadrodactylus ingår i familjen brokparasitsteklar.

## Bildgalleri

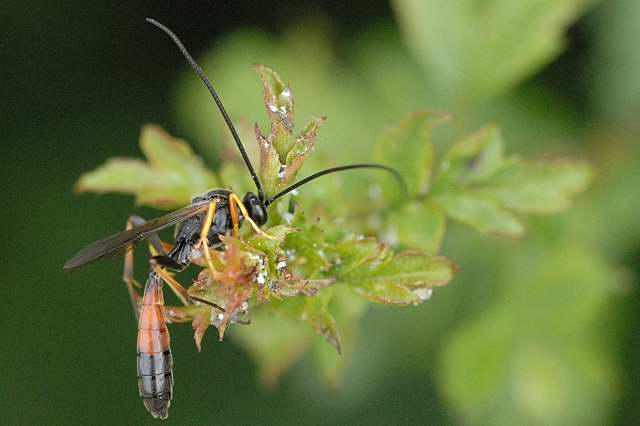

## Dottertaxa tillHadrodactylus, i alfabetisk ordning[1][2]
- Hadrodactylus bidentulus
- Hadrodactylus confusus
- Hadrodactylus coxatus
- Hadrodactylus elongatus
- Hadrodactylus faciator
- Hadrodactylus femoralis
- Hadrodactylus femoratus
- Hadrodactylus flavicornis
- Hadrodactylus flavifrons
- Hadrodactylus flavofacialis
- Hadrodactylus fugax
- Hadrodactylus genalis
- Hadrodactylus gracilipes
- Hadrodactylus gracilis
- Hadrodactylus graminicola
- Hadrodactylus inceptus
- Hadrodactylus indefessus
- Hadrodactylus insignis
- Hadrodactylus larvatus
- Hadrodactylus laurentianus
- Hadrodactylus longicornis
- Hadrodactylus magnacornis
- Hadrodactylus nigricaudatus
- Hadrodactylus nigrifemur
- Hadrodactylus orientalis
- Hadrodactylus paludicola
- Hadrodactylus rectinervis
- Hadrodactylus seldoviae
- Hadrodactylus seminiger
- Hadrodactylus semirufus
- Hadrodactylus slavonicus
- Hadrodactylus spiraculator
- Hadrodactylus tianzhuensis
- Hadrodactylus tibialis
- Hadrodactylus tiphae
- Hadrodactylus townesi
- Hadrodactylus variegatipes
- Hadrodactylus villosulus
- Hadrodactylus vulneratus